# Idobrium
Idobrium is een kevergeslacht uit de familie van de boktorren (Cerambycidae). De wetenschappelijke naam van het geslacht werd voor het eerst geldig gepubliceerd in 1902 door Kolbe.

## Soorten
Idobrium omvat de volgende soorten:
- Idobrium femoratum Aurivillius, 1922
- Idobrium myrmido (Fairmaire, 1871)
- Idobrium sechellarum Aurivillius, 1922
- Idobrium voeltzkowi Kolbe, 1902